# Langues jurcheniques
Les langues jurcheniques sont un des quatre groupes insécables parmi les langues toungouses. Il inclut le jurchen et ses descendants, le mandchou et le xibe, ainsi que des variétés très peu documentées, telles que le bala.

## Dénomination
Ce groupe est le plus souvent appelé « jurchenique » (de l'anglais Jurchenic) ou mandchourique (selon la terminologie de Juha Janhunen) et tire son nom du jurchen, mais il peut aussi être appelé groupe mandchou-jurchen ou encore langues para-toungouses, lorsque le jurchenique est placé à part des autres branches. Ethnologue nomme le rameau toungouse du Sud-Ouest.

## Classification
Si leur parenté avec les langues toungouses est claire, leur position dans cette famille de langues est débattue. 
Doerfer (1978) et Janhunen (2012) les classent au sein les langues toungouses méridionales aux côtés des groupes nanaïques et oudighéïques pour le premier auteur, et seulement avec le nanaïque pour le deuxième.
Robbeets (2015) , Pevnov (2017) et Zimin (2020) les classent à part des autres branches dû à des divergences.
Vovin les classe au sein des langues toungouses méridionales et suggère que ces divergences proviennent d'influences de langues coréaniques, du khitan (une langue para-mongole), et peut-être de langues tchoukotko-kamtchatkiennes et de langues inconnues.

## Classification interne
Ci-dessous la classification des langues jurcheniques. Les langues éteintes sont annotées d'une † et les dialectes sont en italique. Il a été proposé que la langue des Mohe était l'ancêtre des langues jurcheniques et succédait directement au proto jurchenique. Zimin (2020) regroupe les variétés peu documentées et possiblement éteintes de bala et d'alchuka (traditionnellement considérées comme des dialectes du mandchou mais contenant de nombreux archaïsmes) dans un groupe « xi yeren » séparé du jurchen au sens propre. Le kyakala, langue très peu connue, et aussi incluse,.
- langues jurcheniques
  - mohe
    - jurchen
      - mandchou
        - jing
        - lalin

      - xibe
        - aigun
        - ibuci
        - ilan boo
        - sibe

    - xi yeren
      - bala
      - alchuka

    - kyakala

## Histoire
Selon Sean Kim, le proto-jurchenique s'est séparé du proto-nanaïque vers le Ier siècle av. J.-C., puis le mohe lui aurait succédé au VIe siècle. Toujours selon lui, le jurchen aurait émergé au Xe siècle. Cette langue était écrite à l'aide de l'écriture jurchen. Elle était la langue de la classe dirigeante sous la dynastie Jin,. Les Jürchen sont devenus les Mandchous en 1636. Le mandchou est devenu la langue de la cour sous la dynastie Qing. La langue xibe est apparue lors d'une campagne militaire contre le khanat dzoungar, où les soldats sont restés stationnés dans l'est du Xinjiang. Désormais le mandchou compte très peu de locuteurs et même si le xibe a conservé une tradition littéraire et est la langue toungouse la plus parlée (30 000 locuteurs en 2000), il recule face au mandarin.

## Caractéristiques communes
Comme toutes les langues toungouses, les langues jurcheniques sont agglutinantes, ont un certain nombre de cas grammaticaux et des systèmes de temps élaborés. Ce sont des langues SOV, c'est-à-dire que l'ordre normal des mots dans la phrase est sujet - objet - verbe.
Elles contiennent des emprunts d'origine coréanique, probablement héritées du goguryeoan.

## Vocabulaire comparé
Ce tableau comparatif est tiré d'une vidéo indiquée en référence.
| français   | jurchen | mandchou | xibe   |
| ---------- | ------- | -------- | ------ |
| un (1)     | emu     | emu      | emken  |
| deux (2)   | juwe    | juwe     | ju     |
| trois (3)  | ilan    | ilan     | ilan   |
| quatre (4) | duyin   | duin     | duyin  |
| cinq (5)   | sunja   | sunja    | sunja  |
| six (6)    | ninggu  | ninggun  | ningun |
| sept (7)   | nadan   | nadan    | naden  |
| huit (8)   | jakun   | jakvn    | jakun  |
| neuf (9)   | uyewun  | uyun     | uyin   |
| dix (10)   | juwa    | juwan    | juwan  |